# ノルロイシン
ノルロイシン（norleucine、略号: Nle）は、ロイシンの異性体の一つである。構造はα-アミノ酸の2-アミノ-ヘキサン酸。天然のタンパク質中には存在しない。ノルロイシンは、タンパク質の構造と機能の研究で用いられる。